# Чарльз Рагглз
Чарльз Рагглз (англ. Charles Ruggles; 8 лютого 1886, Лос-Анджелес — 23 грудня 1970, Голлівуд) — американський актор. За свою кар'єру, яка тривала майже шістдесят років, знявся більш ніж у сотні фільмів. Старший брат актора Веслі Рагглза.

## Біографія
Шерман Чарльз «Чарлі» Рагглз народився в Лос-Анджелесі в 1886 році, спочатку він вивчав медицину, але кинув медичну кар'єру, щоб стати актором, вперше з'явившись на сцені в 1905 році. У лютому 1914року він дебютував на Бродвеї в постановці «Help Wanted», виробництва Олівера Мороско. У наступному році, він вперше знявся в кіно. В цілому його кінокар'єра тривала шістдесят років. В останні роки життя знімався також на телебаченні.

## Фільмографія
- 1929 — Леді бреше / The Lady Lies
- 1931 — Усміхнений лейтенант / The Smiling Lieutenant — Макс
- 1932 — Її шлюбна ніч / Her Wedding Night
- 1932 — Одна година з тобою / One Hour with You — Адольф
- 1932 — Неприємності в раю / Trouble in Paradise — майор
- 1933 — Аліса в Країні Чудес / Alice in Wonderland — Березневий Заєць
- 1935 — Дами більше не потрібні / No More Ladies — Едгар
- 1938 — Виховання крихітки / Bringing Up Baby — майор Хорес Епплгейт
- 1940 — Дівчина-невидимка / The Invisible Woman — Джордж
- 1946 — Вкрадене життя / A Stolen Life — Фредді Лінлу
- 1949 — Привабливий обман / The Lovable Cheat — Клод Мерсадет
- 1961 — Пастка для батьків / The Parent Trap — Чарльз Маккендрік